# Riccardo Gnata
Riccardo Gnata (Asiago, 28 ottobre 1992) è un hockeista su pista italiano, portiere dell'Hockey Club Forte dei Marmi.
Premiato come miglior portiere italiano per due volte nel 2017 e nel 2023, Riccardo Gnata si è affermato in più di un decennio di carriera come uno dei migliori portieri della storia del suo sport, vincendo quattro volte il campionato nazionale e un titolo europeo nel 2014; protagonista poi del "Grande Forte", termine con il quale si indica il periodo di successi dell’Hockey Club Forte dei Marmi, Gnata ha alzato al cielo 15 trofei, e con la maglia della nazionale italiana ha conquistato cinque podi nei campionati europei ed un bronzo nel mondiale di Novara 2024.

## Biografia
Nato ad Asiago il 28 ottobre 1992 è un appassionato di moto e di caccia, ma dal 2008 come professione fa l’hockeista su pista.

## Carriera

### Giovanili
Si avvicina al mondo dell’hockey all’età di 6 anni, inizialmente come difensore, ma dopo un anno per esigenze della società si ritrova a fare il portiere.
Dopo i primi anni di adattamento nel nuovo ruolo, impara ed inizia ad apprezzare il “mestiere” grazie ad allenatori del calibro di: Carlo Battistella, Nicola Michelon, Enrico Gonzo, Caio Fona, Giorgio Carraro, Fausto Pozzan e altri.
Nel 2007 conquista con la formazione B del Breganze la promozione dalla Serie B alla Serie A2 da titolare.
L’anno successivo non può prendere parte alla Serie A2 con il settore giovanile del club veneto, poiché viene promosso in prima squadra.

### Club

#### Breganze, Valdagno e ancora Breganze
Durante il suo primo anno di carriera professionistica “lotta” con Mauro Bonato per il posto da titolare.
Sotto la guida del tecnico Gaetano Marozin, conquista prima la maglia da titolare, poi una storica semifinale nei playoff scudetto, risultato che bisserà anche l’anno successivo, senza mai però raggiungere la finale.
Nonostante ciò l’anno successivo Riccardo raggiungerà comunque la finale con la maglia del Marzotto Valdagno, riuscendo a conquistare lo Scudetto e la Supercoppa per due anni consecutivi.
Nel secondo e terzo anno della sua militanza nel Valdagno, Riccardo conquista anche due Coppe Italia.
Dopo tre anni di parentesi bianco-azzurra ritorna nelle file del Breganze, con il quale, dalla stagione 2014-15 alla stagione 2016-17, conquista: 1 Coppa Italia, 1 Supercoppa Italiana ed una storica semifinale di Champions, persa contro il Barcellona, non riesce però a raggiungere una finale scudetto con il Breganze, club che ha dato inizio alla sua carriera.

#### Il trasferimento in Versilia
Nel 2016, per la prima volta nella sua carriera Riccardo lascia la regione veneta e approda in Toscana, per difendere i pali dell’Hockey Forte dei Marmi.
In poco tempo diventa protagonista di alcuni degli anni migliori del "Grande Forte", diventandone anche il capitano nel 2022.
Con la maglia rossoblù scrive le pagine più belle della sua carriera, vincendo: 2 Supercoppe Italiane, 2 Coppe Italia e 2 Campionati Italiani.
Raggiunge inoltre altre tre finali scudetto e altre tre finali di Coppa Italia, senza riuscire a portare a casa la vittoria.
Grazie anche a queste vittorie Riccardo è riuscito ad affermarsi come uno dei migliori portieri di hockey su pista a livello nazionale e mondiale della sua epoca.

### Nazionale
Dopo esser stato osservato nei molti tornei regionali che ha disputato, Riccardo viene convocato dalla Nazionale Italiana di hockey su pista under 15, dando inizio ad una lunga carriera con la maglia azzurra.
Negli anni Gnata scalò velocemente le gerarchie e diventò presto titolare, disputando fra il 2011 e il 2024 cinque europei e sette mondiali.
In tutte le edizioni che ha disputato degli europei la nazionale ha conquistato sempre almeno il podio, uscendo vincitrice dal Campionato Europeo di Alcobendas 2014.
Nel 2015 fu il primo portiere della storia a segnare un goal in un mondiale.
Nel 2024 l’Italia conquista un podio mondiale per la prima volta dopo ventun anni, battendo il Portogallo nella finale 3º-4º posto per 3-2. Al termine di quella partita Gnata diede l’addio alla nazionale, facendo un giro di campo ricevendo una standing ovation dagli spettatori.

## Curiosità

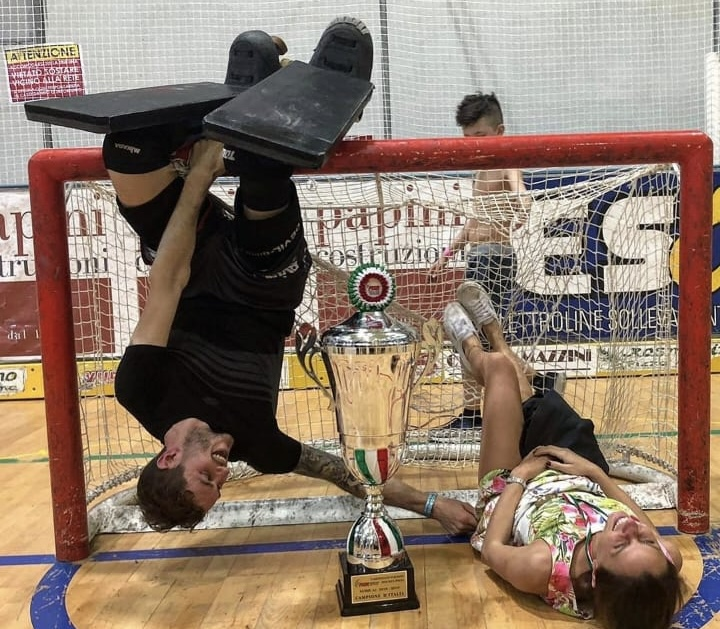
Riccardo Gnata e Caterina Nardini a testa in giù.

- Ogni anno a fine stagione Riccardo fa una foto appeso a testa in giù alla traversa della porta, mettendo in mostra i trofei vinti nell’arco della stagione.

- Con la nazionale indossava la maglia numero 22; il giorno del suo ritiro dalla nazionale era il 22 settembre 2024.

## Statistiche

### Statistiche di squadra
informazioni aggiornate alla stagione 2018-19.
| Stagione  | Squadra           | Campionato naz. | Campionato naz. | Coppe nazionali | Coppe nazionali | Supercoppe naz. | Supercoppe naz. | Coppe continen. | Coppe continen. |
| Stagione  | Squadra           | Comp            | Piaz            | Comp            | Piaz            | Comp            | Piaz            | Comp            | Piaz            |
| --------- | ----------------- | --------------- | --------------- | --------------- | --------------- | --------------- | --------------- | --------------- | --------------- |
| 2008-2009 | Breganze          | A1              | 11º             |                 |                 |                 |                 | Cers            | 1T              |
| 2009-2010 | Breganze          | A1              | 5º - SF         |                 |                 |                 |                 |                 |                 |
| 2010-2011 | Breganze          | A1              | 5º - SF         |                 |                 |                 |                 |                 |                 |
| 2011-2012 | Marzotto Valdagno | A1              | Campione        |                 |                 | SI              | Vittoria        | Eurol.          | SF              |
| 2012-2013 | Marzotto Valdagno | A1              | Campione        | CI              | Vittoria        | SI              | Vittoria        | Eurol.          | SF              |
| 2013-2014 | Marzotto Valdagno | A1              | 3º - F          | CI              | Vittoria        | SI              | F               | Eurol.          | QF              |
| 2014-2015 | Breganze          | A1              | 3º - SF         | CI              | Vittoria        |                 |                 | Eurol.          | SF              |
| 2015-2016 | Breganze          | A1              | 4º - QF         | CI              | SF              | SI              | Vittoria        | Eurol.          | FG              |
| 2016-2017 | Forte dei Marmi   | A1              | 1° - F          | CI              | Vittoria        | SI              | F               | Eurol.          | QF              |
| 2017-2018 | Forte dei Marmi   | A1              | 2° - F          | CI              | F               | SI              | Vittoria        | Eurol.          | QF              |
| 2018-2019 | Forte dei Marmi   | A1              |                 |                 |                 |                 |                 | Eurol.          |                 |

Legenda:
FG: Eliminato alla fase a gironi.
1T: Eliminato al primo turno.
OF: Eliminato agli ottavi di finale.
QF: Eliminato ai quarti di finale.
SF: Eliminato in semifinale.
F: Finalista.

## Palmarès

### Club
- Supercoppa italiana: 5

Valdagno: 2011, 2012
Breganze: 2015
Forte dei Marmi: 2017, 2019
- Campionato italiano: 4

Valdagno: 2011-2012, 2012-2013
Forte dei Marmi: 2018-2019, 2023-2024
- Coppa Italia: 5

Valdagno: 2012-2013, 2013-2014
Breganze: 2014-2015
Forte dei Marmi: 2016-2017, 2023-2024

### Nazionale
- Campionato europeo: 1

Alcobendas 2014

### Individuali
- Miglior Portiere Campionato Italiano: 2

2016-17, 2022-2023